# Monomorium merepah
Monomorium merepah  (лат.) — вид мелких муравьёв рода Monomorium из подсемейства Myrmicinae. Эндемик юго-западной части Австралии (штат Квинсленд, Queensland Merepah Station, полуостров Кейп-Йорк). 

## Описание
Длина рабочих муравьёв составляет около 3 мм. Основная окраска оранжево-коричневого цвета (брюшко темнее). Длина головы 1,01—1,03 мм (ширина — 0,82—1,05). Усики 12-члениковые, булава из 3 сегментов. Голова крупная, субквадратная. Жвалы с 3 зубцами, клипеус вогнутый на антеродорсальном крае. Мезоплеврон и метаплеврон с альвеолярной скульптурой. Заднегрудка невооружёная, без проподеальных зубцов. Стебелёк между грудкой и брюшком состоит из двух члеников: петиолюса и постпетиолюса (последний четко отделен от брюшка), жало развито, куколки голые (без кокона). Муравьи-жнецы, собирающие семена растений и членистоногих. Таксон включён в видовую группу M. rothsteini complex. Вид был впервые описан в 2015 году австралийским мирмекологом Кэтрин Спаркс (Kathryn S.Sparks; South Australian Museum, North Terrace, Аделаида; Australian Centre for Evolutionary Biology and Biodiversity, and School of Earth & Environmental Sciences, The University of Adelaide, Австралия).